# Eubordeta flammens
Eubordeta flammens är en fjärilsart som beskrevs av George Thomas Bethune-Baker. Eubordeta flammens ingår i släktet Eubordeta och familjen mätare. Inga underarter finns listade i Catalogue of Life.